# Недошивин, Александр Михайлович
Алекса́ндр Миха́йлович Недоши́вин (14 марта 1868, Казань, Российская империя — март 1943, Ницца, Режим Виши) — православный священник, эсперантист.

## Биография
27 лет проработал налоговым специалистом Министерства финансов Российской империи, затем в течение 10 лет адвокатом. В 1920 году он покинул страну, а в 1927 году стал священником. В 1928 году он стал священником русской православной церкви в Лейпциге.
В 1910 году он узнал об эсперанто и был одним из основателей общества эсперанто в Каунасе Ковенской губернии (ныне Литва). В Санкт-Петербурге он основал Международную коммерческую палату эсперанто (эсп. Internacian Esperantan Komercan Cambron), которая получила субсидию. Его работа эсперантиста была поддержана его женой (умерла в 1926 году) и его дочерью. Умер в 1943 году в Ницце. Похоронен на Русском кладбище.